# Стийв Бусеми
Стийв Бусеми или Бушеми (на английски: Steve Buscemi; /buːˈsɛmi/ или на италиански: [buʃˈʃɛːmi]) е американски филмов и телевизионен актьор, носител на Златен глобус през 2011 г. 

## Биография
Стийв Бусеми е роден на 13 декември 1957 г. в Бруклин, Ню Йорк. Майка му Дороти, от ирландски произход, е работила като икономка във веригата хотели и ресторанти „Хауърд Джонсън“. Баща му Джон Бусеми, от италиански произход, е ветеран от Корейската война, работил е като санитарен работник. Бусеми има трима братя – Йон, Кен и Майкъл. Родителите отглеждат децата си като католически християни.
Бусеми завършва гимназия във Вали Стрийм, Ню Йорк. По същото време училището е посещавано от актрисата Патриша Шарбоню и писателя Едуард Ринихън. В този период той участва в училищния отбор по борба и драматична трупа. Действието на филма му от 1996 г. Trees Lounge, на който Бусеми е режисьор и сценарист, както и заснемането, се извършва в селището от ученическите му години – Вали Стрийм.
За кратко Бусеми посещава общинския колеж Насау в едноименната община на Лонг Айлънд, преди да се премести в Манхатън, където постъпва в театралния и кино институт на Лий Стразбърг. В началото на 1980-те той работи и като пожарникар в продължение на 4 години в нюйоркската пожарна команда.
Първата си главна роля получава във филма на Александър Рокуел от 1992 г. В затруднение. През същата година името на Бусеми става световноизвестно благодарение на участието му в първия режисьорски филм на Куентин Тарантино – Глутница кучета. За изпълнението си в този филм той получава награда от фестивала за независимо кино – „Независим дух“. Някои от другите му забележителни роли са във филмите: Въздушен конвой (1997), Десперадо (1995), Големият Лебовски (1998), Въздухари (1994) и Фарго (1996).
През 2004 г. Бусеми се появява в музикалния видеоклип по кавър на песента на Боб Марли – „Redemption Song“, изпълняван от основателя и вокалист на британската пънк рок група Клаш – Джо Стръмър.
От 1987 г. Бусеми е женен за Джо Андрес. Имат един син – Лусиян.

## Избрана филмография
| Година | Филм                    | Оригинално заглавие     | Роля                    | Режисьор          | Бележки        |
| ------ | ----------------------- | ----------------------- | ----------------------- | ----------------- | -------------- |
| 1990   | Крал на Ню Йорк         | King of New York        | Епруветка               | Абел Ферара       |                |
| 1991   | Били Батгейт            | Billy Bathgate          | Ървинг                  | Робърт Бентън     |                |
| 1992   | В затруднение           | In the Soup             | Алдолфо Роло            |                   |                |
| 1992   | Глутница кучета         | Reservoir Dogs          | господин Розов          | Куентин Тарантино |                |
| 1994   | Въздухари               | Airheads                | Рекс                    |                   |                |
| 1994   | Криминале               | Pulp Fiction            | Бъди Холи               | Куентин Тарантино |                |
| 1995   | Десперадо               | Desperado               | Бусеми                  | Робърт Родригес   |                |
| 1996   | Фарго                   | Fargo                   | Карл Шоуолтър           | Джоел Коен        |                |
| 1996   | Бар за безделници       | Trees Lounge            | Томи                    | Стив Бусеми       | също сценарист |
| 1997   | Въздушен конвой         | Con Air                 | Гарланд Грийн           |                   |                |
| 1998   | Големият Лебовски       | The Big Lebowski        | Тиодор Донълд Кирабацос | Братя Коен        |                |
| 1998   | Армагедон               | Armageddon              | Рокхаунд                | Майкъл Бей        |                |
| 2000   | 28 дни                  | 28 Days                 | Корнъл Шоу              |                   |                |
| 2001   | Призрачен свят          | Ghost World             | Сеймур                  | Тери Цвигоф       |                |
| 2001   | Таласъми ООД            | Monsters, Inc.          | Рандъл                  | Пийт Доктър       | глас           |
| 2003   | Голяма риба             | Big Fish                | Нортър Уинслоу          | Тим Бъртън        |                |
| 2005   | Островът                | The Island              | Джеймс Маккорд          | Майкъл Бей        |                |
| 2009   | Свети Джон от Лас Вегас | Saint John of Las Vegas | Джон                    |                   |                |
| 2012   | Хотел Трансилвания      | Hotel Transylvania      | Уейн                    | Генди Тартаковски | глас           |
| 2017   | Бебе Бос                | The Boss Baby           | Франсис И. Франсис      | Том Макград       | глас           |

- 2002 – 2006 Семейство Сопрано (The Sopranos) роля – Тони Бландето ТВ сериал

## Награди
Награда Еми 
- 2004 година – Номинация за поддържаща роля в телевизионен филм – Семейство Сопрано

Награди „Златен глобус“ (САЩ):
- 2002 година – Номинация за най-добър актьор в поддържаща роля за Ghost World
- 2011 година – Награда за най-добър актьор в телевизионния сериал Boardwalk Empire

Награди „Независим Дух“
- 1993 година – Награда за най-добър актьор в поддържаща роля за Глутница кучета
- 2002 година – Награда за най-добър актьор в поддържаща роля за Призрачен свят